# Barnen under förintelsen

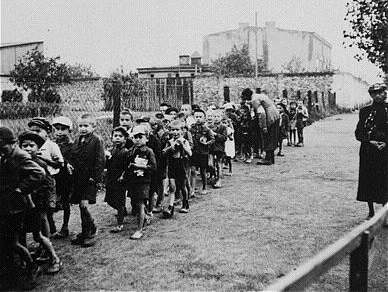
Ghetto Litzmannstadt. Barn inför deportering till Kulmhofs förintelseläger.

Barnen drabbades hårt av Förintelsen under andra världskriget. Nazisterna förespråkade att döda barn från "oönskade" eller "farliga" grupper enligt deras ideologi, antingen som en del av "raskampen" eller för att skydda sig. Barn dödades både av ideologiska skäl, och vid diverse anfall i kriget.
Tusentals barn som de tyska nazisterna och deras kollaboratörer mötte på Östfronten och andra håll mördades systematiskt. En av nazisternas metoder, utöver gasning och arkebusering, var att stänga in slaviska och judiska civila i lador eller träkyrkor och bränna ihjäl dem. Detta gjordes med över tusentals hela byar i hela Östeuropa.
Många flickor våldtogs och gruppvåldtogs av tyska trupper, främst i kriget, av SS, Waffen-SS, lägervakter och kollaboratörer. Många barn tvingades av nazisterna att bevittna morden på sina föräldrar efter eller under sådana illdåd, eller så dödades barnen efteråt framför föräldrarna.
I lägren var barn och flickor mycket utsatta för grova övergrepp i olika skeenden vid deportationer och anländande. I Auschwitz var tvillingbarn eftertraktade av SS-doktor Josef Mengele som utförde sadistiska experiment och vivisektioner på barn systematiskt. "Tvillingöverlevaren" Eva Mozes Kor har gett ett ansikte och en röst åt dessa tvillingbarn.
Småbarn och bebisar sågs av nazisterna som "värdelösa" fångar och en vanlig rapporterad metod från överlevare är att dessa ofta lyftes upp av nazisterna och krossades mot närliggande träd, stenar eller dörrar och väggar vid deportationer och i lägren, för att spara ammunition och tid. Förintelseöverlevaren Janina Nilsson har gett en röst åt hur barn som föddes i kvinnolägret Rawensbrück omgående dödades.
Vanligtvis efter kriget så teg SS-soldater om sina illdåd och upplevelser, men ett fåtal bröt SS tystnadskodex, bland annat den svenske f.d SS-frivillige Elis Höglund från Öland som i media berättat att han bevittnat barn mördas i massgravar samt hur barnfamiljer dödats och att tyskt pansar ofta styrde illvilligt igenom hus med barn.

## Trauman
I krigsslutet 1945 befriades de nazityska förintelse-, och koncentrationslägren av allierade trupper. Flera barn som överlevde mördandet och lämnats kvar för att svälta ihjäl eller dö i sjukdomar när lägerpersonal flydde fick svåra trauman. Det är väldokumenterat att det satte trauman hos många av barnen som tvångsseparerades från föräldrar i Förintelsen under känslokalla former, särskilt när transporterna anlände till lägren och selektionerna började. Sjuksköterskor och andra som jobbade med de överlevande barnen hade det ofta svårt då deras upplevelser var såpass omänskliga och grymma som de var.

## Antal dödade
Cirka 1,5 miljoner barn dödades, inklusive en miljon judiska och tiotusentals romska (zigenska) barn, tyska barn med handikapp, polska barn, samt barn i de tyskockuperade delarna av Sovjetunionen. Chanserna att överleva för judiska, och många icke-judiska, tonåringar (13–18 år gammal) var större, då de användes till tvångsarbete.